# Banco de la República

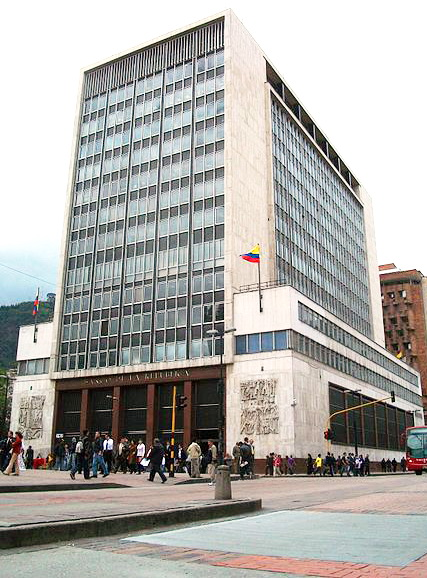
Außenansicht der Banco de la República in Bogotá

Die Banco de la República (BRC, Kurzform Banrep oder Banrepública, manchmal auch mit dem Zusatz „de Colombia“) ist die staatliche Zentralbank von Kolumbien. Sie wurde am 25. Juli 1923 gegründet und ist formal unabhängig. Ihr Sitz befindet sich im Stadtteil La Candelaria der kolumbianischen Hauptstadt Bogotá in unmittelbarer Nähe des Museo del Oro. Am 10. Dezember 2020 wurde Leonardo Villar Gómez  zum Präsidenten der Zentralbank gewählt und er trat sein Amt am 4. Januar 2021 an.

## Geschichte

### 20. Jahrhundert
Mit dem „Ley 25 de 1923“ wurde die Banco de la República am 25. Juli 1923 als kolumbianische Zentralbank etabliert. Sie wurde als Aktiengesellschaft (Sociedad Anónima) mit einem Stammkapital im Wert von 10 Millionen US-Dollar in Gold aufgestellt, von denen 50 % von der Regierung und die andere Hälfte von inländischen und ausländischen Geschäftsbanken sowie von einigen Einzelpersonen beigetragen wurden. Als Folge wurde der BRC exklusiv die Vollmacht erteilt die Landeswährung kolumbianischer Peso (COP) auszugeben, außerdem als Kreditgeber in letzter Instanz zu agieren, internationale Währungsreserven zu verwalten und als Bank der Regierung zu handeln.
Die Schaffung der Banco de la República gilt als ein grundlegendes Element der wirtschaftlichen und institutionellen Organisation des Landes. Im Laufe der Jahre hat diese Institution erhebliche Veränderungen erfahren, mit dem Versuch, die Wirtschaft in einem permanenten Prozess des Wachstums und der Aktualisierung zu halten.
Bis zur Etablierung eines eigenen Banknotendrucks in Kolumbien am 12. Oktober 1959 wurden ausschließlich dafür spezialisierte Lieferanten im Ausland, vornehmlich in den USA, England, Italien und Deutschland damit betraut die Peso-Noten herzustellen.

### 21. Jahrhundert
Bei den Peso-Banknoten gab es ab dem Jahr 2016 sechs unterschiedliche Stückelungen: 2.000 Peso, 5.000 Peso, 10.000 Peso, 20.000 Peso, 50.000 Peso und 100.000 Peso. Die Banknoten wurden schrittweise im Laufe des Jahres eingeführt.

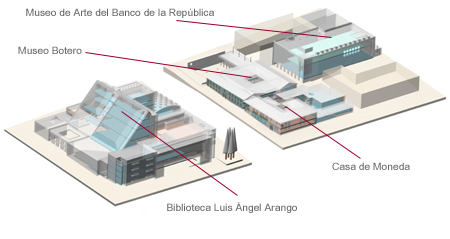
Der Kulturkomplex der Banco de la República im Stadtteil La Candelaria in Bogotá.

Der Vorstand (Junta Directiva) der BRC besteht aus sieben Mitgliedern, Vertretern der Privatwirtschaft sowie der Regierung. Sie reguliert die Geldmengensteuerung unter den strengen Parametern der allgemeinen Regeln der internationalen Finanzwirtschaft. Darüber ist der Vorstand befugt den Diskontsatz und etwaige Interventionen auf Zinsen zu verändern.
| Name                      | Funktion                 |
| ------------------------- | ------------------------ |
| Ricardo Bonilla González  | Finanzminister           |
| Leonardo Villar Gómez     | Direktor der Zentralbank |
| Roberto Steiner           | Vizedirektor             |
| Bibiana Taboada           | Vizedirektorin           |
| Jaime Jaramillo-Vallejo   | Vizedirektor             |
| Mauricio Villamizar       | Vizedirektor             |
| Olga Lucía Acosta Navarro | Vizedirektor             |